# Kukavica (pravljica)
Kukavica je pravljični lik iz istoimenske ljudske pravljice. Zapisal jo je Vinko Möderndorfer, povedala pa jo je Temeljnova Mojca v Dolah v občini Brdo. Izšla je v knjigi Slovenske pravljice, ki sta jo uredila  Jana Unuk in Niko Grafenauer. Izšla je leta 2002 pri založbi Nova revija. Vsako pravljico uvaja ilustracija slikarja Rudija Skočirja.

## Vsebina
V zgodbi kukavica nastopa kot izdajalka, saj je Judom izdala, kje se skriva Kristus. Prejela je svojo kazen in Bog je odločil, da od dneva, ko se je to zgodilo, ne sme več kukati in se mora hraniti samo s kosmatimi in gnusnimi gosenicami.

## Lik kukavice v drugih pravljicah

### Kukavica »Kličem - te«
Poučna pravljica, prevedena iz nemščine, ki otrokom pomaga spoznati čudoviti svet živali in jih uči ustvariti pravilnega odnosa do ljudi, živali in vse narave. Knjigo je izdala založba Univerzalno življenje, leta 1999.
V delu je kukavica predstavljena kot negativen lik in ostale živali čakajo, kdaj bo kukavica doumela, da od ljudi ni pametno prevzemati vseh mogočih stvari. Vendar na koncu spoznajo, da kukavica ni kriva, da je takšna kot je, da neodgovorno leže svoja jajca v gnezda drugih, saj je po kapljicah to prevzela od ljudi in ravna tako kot oni.
V temelju svojega bitja tudi kukavica teži k višjemu življenju, kajti ona je - kot ti, ljubi otrok - v evoluciji, v razvoju k zrelosti in nastajanju. Potem se lahko zgodi, da ti bo rekla: »Ku, ku« in pri tem mislila: »Prisluhni, nauči se govorice narave!
— —Kukavica »Kličem - te (1999): (stran 49). Ljubljana: založba Univerzalno življenje.

### Kukavček
Kukavček si je v gozdu naredil hišo, v njej pa uro. Živali so ga občudovale, saj jih je naučil meriti čas. Nato prileti kukavica in kukavček ji podari rože. Nekega dne pa kukavček pozabi na čas in si s kukavico ustvari kukavičjo družino. Tako so tudi živali pozabile na čas in vsi so srečno živeli še naprej.

### Kračmanove pravljice
V tem delu so zbrane pravljice, povesti, stare navade in uganke tako, kot jih je objavljal že Matija Valjavec Kračmanov v časopisnih izdajah v letih 1866-1874.
Kukavica vedežuje
Kukavica je prerokovalka, vedeževalka. Kadar pride do kakšnega gnezda, zapoje tolikokrat, kolikor je v gnezdu jajc. Kdor jo sliši spomladi prvič kukati, bo živel še toliko let, kolikokrat jo sliši zakukati.
Kukavica ne pogine
Kukavica nikdar ne pogine, ker jo črvi živo požrejo. To pa se je zgodilo nekoč, ko je Marija skrila Jezusa pred Judi pod vrbo žalujko in je prišla kukavica ter ju s kukanjem izdala.
Naje se listja
Kukavica ne začne peti prej, preden se ne naje zelenega listja.
Kukavica pri votli bukvi
Nekoč je neki mož v gozdu slišal kukavico peti na votli bukvi. Zraven je zagledal vraga v rdeči kapici, ki je mešal denar. Mož je hotel denar vzeti iz votline, a ga je vrag udaril po roki. Mož je kasneje, ko vraga ni bilo, nabral denar v torbo in ga odnesel domov. Doma je torbo stresel po mizi, namesto denarja pa je bilo le oglje. Zato še danes pravijo, da je kukavica prava bojazljivka in prevarantka.

## Pomen ptic (po Bettelheimu)
Ptice, ki letijo visoko pod nebom, simbolizirajo čisto drugačno svobodo - svobodo duše, ki zaplava, se povzdigne, na videz osvobojena spon, ki nas vežejo na naše zemeljsko bivanje. Z malo domišljije je učenje jezika ptic pogoj za pridobitev najpomembnejših sposobnosti, sposobnost razvoja z nižje na višjo stopnjo obstoja. Ptice simbolizirajo višja prizadevanja nadjaza in ideala jaza.